# Пальмовые острова (заповедник)
Природный заповедник Пальмовые острова (араб. محمية جزر النخيل الطبيعية‎) состоит из трёх плоских, скалистых островов, сложенных из эродировавшего известняка, и окружающей морской территории. Расположен в 5,5 км в море к северо-западу от города Эль-Мина, западнее от Триполи (Ливан).
Общая площадь заповедника составляет 4,2 км². Является «Особой природоохранной территории Средиземноморья» по Барселонской конвенции 1995 года, «Рамсарскими водно-болотными угодьями особого международного значения» с 1980 года и Важной орнитологической территорией BirdLife International. Острова являются убежищем для редких логгерхедов, которые находятся под угрозой исчезновения, редких белобрюхих тюленей, зелёных черепах, орланов-белохвостов, чаек Одуэна и местом гнездования и отдыха для мигрирующих птиц.

## Острова
Крупнейшим из трёх островов является Пальмовый остров (араб. جزيرة النخيل‎, Джазират ан-Накхил). Он также известен как Кроличий остров (араб. جزيرة الأرانب‎, Джазират аль-Аранеб) по большому количеству кроликов, которые выращивались на острове во времена французского мандата в начале 20-го века.
Остров характеризуется равнинностью и не имеет яркого рельефа; его площадь составляет 180 796 м2, а самая высокая точка находится всего на 6 м выше уровня моря. Его скалистые берега протянулись с северо-запада на юг, а песчаные пляжи расположены с северной и восточной сторон. Посередине острова имеющиеся грунты и расположены свидетельства заселения острова в прошлом — колодец с пресной водой, старый соляной пруд и руины церкви крестоносцев. На острове были проведены восстановительные работы, в том числе восстановлен колодец, вода которого используется для полива 570 пальм острова, построен пирс для лодок и пешеходные дорожки, установлена разметка территорий для отдыха и исследования.
Остров Санани (араб. جزيرة السناني‎, Джазират ас-Санани) имеет площадь 45 503 м2 и расположен на юго-восток от Пальмового острова. Он преимущественно скальный с частично песчаным берегом.
Остров Рамкинэ (араб. جزيرة رمكين‎, Джазират Рамкинэ) или Фанар (араб. جزيرة الفنار‎, Джазират аль-Фанар) является наименьшим из трёх и имеет площадь 34 903 м2; расположен он к северо-западу от Пальмового острова. Он преимущественно скальный, а его высочайшая точка — 12 м над уровнем моря. На острове находятся остатки маяка и места расположения пушек и подземные галереи, построенные в начале 20-го века. Сейчас на башне бывшего маяка установлен солнечный навигационный фонарь.
Острова находятся в государственной собственности и объявлены заповедником 9 марта 1992 г.

## История
Когда на островах было довольно большое поселение, судя по многочисленным остраконм апозднеримского и средневекового периодов и нескольких цистернам, вырезанным в скале. Первые раскопки на Пальмовом острове были осуществлены в октябре 1973 года и были обнаружены фундаменты нескольких зданий времен крестовых походов, в которые были встроены более ранние архитектурные элементы — основания колонн и фрагменты капителей.
Среди средневековых источников, которые вспоминают острова в море возле Триполи, есть и арабский географ Мухаммад аль-Идриси, который посетил город в 12 ст. во время правления Раймонда III. Идриси писал:

Напротив города Триполи есть четыре острова в ряд. Первый из них и ближайший к суше — остров Нарцисса (an-Narjis); он очень маленький и необитаемый. Далее — остров Колонны (al-tantid), затем остров Монаха (ArRahib), а затем — Удхакун.

Крестоносцы построили церковь на крупнейшем острове. Именно в ней Алиса Шампанская, вдова короля Кипра Гуго I 1224 года вышла замуж за Богемонда V Антиохского. На то время по данным арабских хроник, церковь была посвящена апостолу Фоме. А через полстолетия остров стал местом кровавой резни; когда мамелюки захватили Триполи в 1289 году, жители города в панике бежали к порту и отплыли на остров. Многие из них укрылись в церкви, где их убили мамелюки. После этого остров много лет был необитаемым.
Сейчас острова находятся под управлением и мониторингом Комитета охраны окружающей среды города Мена, и два рейнджера следят за порядком. Острова были впервые открыты для посетителей в 1999 году; попасть на них возможно только с июля по сентябрь, но и в этот период они могут быть недоступны, если там проводятся работы по охране и исследования окружающей среды. На остров из Мены ходят паромы местных рыбаков.

## Геология и педология
Относительно геологического происхождения скальной основы островов есть две теории. Поскольку оно в основном составлено горизонтально расположенными слоями морского известняка, их классифицировали как отложения миоцена. Но поскольку у известняка нет никаких видимых тектонических рис, чтобы отличить его от миоценового известняка суши Ливана, учитывая отсутствие ископаемых остатков и регулярность осадков, этот известняк может вероятно быть классифицирован в возрасте плиоцена/четвертичного периода.
Геоморфологически, морская и воздушная эрозия предоставили известняку его типично карстовые черты; повсюду можно увидеть открытые трещины, широкие у моря, уже выше, где вода не достаёт. Вокруг островов разбросаны голые скалы — результат морской эрозии.
Зимой разрывы и бассейны в дюнах наполняются пресной водой, которая остаётся там даже летом.
Песчаные берега и дюны двух островов имеют биологическое происхождение; они преимущественно состоят скелетами морских фораминиферов, которые дают очень легкий песок, смешанный с фрагментами ракушек брюхоногих и частями скелетов и хребтов иглокожих. Песчаные дюны формируются на более высоких частях Пальмового острова и на местах доказательств человеческой деятельности.
В более скалистых местах можно найти литосоль; этот очень тонкий слой почвы позволяет расти эфемерам в дождливый сезон и когда пресная вода аккумулируется в щелях. В западных частях Пальмового острова можно найти грунты с большим горизонтом, преимущественно сформированы на эоловым и известняковым пляжным песком.

## Угрозы
Конфликт 2006 года между Израилем и Хизбаллой, во время которого Израиль разбомбил ливанский нефтеперерабатывающий завод в городе Джие, вызвал большой разрыв нефти, который повредил экосистеме заповедника. Нефть покрыла берега островов, убив микроорганизмы и водоросли, которые являются важным источником пищи для морских черепах и других обитателей моря. Нефть также образовала плёнку на поверхности воды, опасную для черепах и мигрирующих птиц. Большое количество нефти опустилось на дно моря, создавая угрозу для рыбы. Международный союз охраны природы направил в Ливан миссию по очистке и мониторинга для минимизации угрозы Пальмовым островам.